# 高显 (北魏)
高显（?—?），高句丽出身，自称本贯勃海郡蓨县，中国南北朝北魏政治人物，高飏之子。
高显是魏宣武帝的舅舅，官至侍中、高丽国大中正，澄城郡公。宣武帝北巡鄴城，在河内郡怀县，射箭一里五十余步。高显上奏说这种盛事奇迹一定要刻石称颂：“伏见亲御弧矢，临原弋远，弦动羽驰，矢镞所逮，三百五十余步。臣等伏惟陛下圣武自天，神艺夙茂；巧会《驺虞》之节，妙尽矍圃之仪。威棱攸叠，甝兕慑气，才猛所振，勍憝弭心，足以肃截九区，赫服八宇矣。盛事奇迹，必宜表述，请勒铭射宫，永彰圣艺。”于是刊铭在射所，高聪撰写。侍中高显为护军，高聪代兼其任。高显与兄高肇怀疑高聪离间构陷得以求官。护军将军高显卒，右仆射高肇托常景、尚书邢峦、并州刺史高聪、通直郎徐纥各作碑铭，都呈上御览。魏宣武帝让侍中崔光简选，崔光奏常景名位虽然处于诸人之下，文章却出于诸人之上，于是以以常景的文章刊石为碑铭。